# Naphrys
Naphrys Edwards, 2002 è un genere di ragni appartenente alla famiglia Salticidae.

## Etimologia
Il nome è la contrazione dell'espressione North American Euophrys, genere con il quale condivide molte caratteristiche fisiche.

## Distribuzione
Le quattro specie oggi note di questo genere sono diffuse prevalentemente negli USA; la N. acerba è stata rinvenuta anche in Messico e la N. pulex anche in Canada.

## Tassonomia
La specie tipo venne originariamente descritta come Habrocestum acerbum dai coniugi Peckham nel 1909, per poi assurgere a rango di genere a seguito di uno studio di Edwards del 2003.
A dicembre 2010, si compone di quattro specie:
- Naphrys acerba (Peckham & Peckham, 1909)[3] — USA, Messico
- Naphrys bufoides (Chamberlin & Ivie, 1944) — USA
- Naphrys pulex (Hentz, 1846) — USA, Canada
- Naphrys xerophila (Richman, 1981) — USA